# Antonio Miglietta (medico)
Antonio Miglietta (Carmiano, 8 dicembre 1767 – Napoli, 20 agosto 1826) è stato un medico e fisiologo italiano.

## Biografia
Nacque a Carmiano (Terra d'Otranto, Regno di Napoli), da Francesco Cesareo e da Paolina Tarantino.
Il padre notaio, permise alla famiglia una stabilità economica, grazie alla quale Antonio Miglietta poté ricevere dapprima un'istruzione primaria e secondaria a Lecce, e successivamente gli studi universitari presso quella che allora si chiamava Università degli studi di Napoli (oggi intitolata a Federico II di Svevia), laureandosi in filosofia e medicina.
Nel 1790 fece ritorno a Lecce, dove assunse la titolarità della cattedra di medicina, istituita nel liceo cittadino, che nel 1797 fu elevato al rango di Università da re Ferdinando IV di Napoli. Contemporaneamente esercitò la libera professione nel paese natale.
Il 17 febbraio 1799 fu arrestato per aver partecipato ai moti antiborbonici ed aver stilato le istruzioni per l'elezione dei deputati per il Parlamento repubblicano; fu liberato il 22 settembre 1800, ma con divieto di vivere in città. Dovette dunque, far ritorno a Napoli, dove al fianco di un suo vecchio maestro, il prof. Troja, iniziò i suoi studi e la sua opera per la diffusione del vaccino contro il vaiolo all'interno del Regno di Napoli.
Fu autore di riviste mediche, saggi di medicina e traduttore di opere, soprattutto francesi. Nel 1807 divenne Segretario perpetuo del Comitato di Vaccinazione.
Nel 1812 rintracciò nella zona di Capodimonte alcuni bovini affetti da vaiolo, potendo così dimostrare che anche nell'Italia meridionale esistevano animali da cui trarre la linfa vaccinica da utilizzare per la prevenzione del vaiolo umano.
Nel 1814 divenne titolare della cattedra di Storia della medicina presso l'Università di Napoli, mentre nel 1823 gli fu assegnata l'agognata cattedra di fisiologia.
Nel 1816 divenne segretario perpetuo del Protomedicato del Regno (una sorta di odierno ministero della salute).
La cittadina natale di Carmiano gli ha intitolato una via nel centro cittadino e la Scuola Media Statale. Anche la città di Lecce ha intitolato al Miglietta una via centrale adiacente al vecchio ospedale e agli attuali uffici dell'Azienda Sanitaria Locale.